# Échavanne
Échavanne ist eine französische Gemeinde mit 200 Einwohnern (Stand: 1. Januar 2022) im Département Haute-Saône in der Region Bourgogne-Franche-Comté. Sie gehört zum Arrondissement Lure und ist Mitglied im Gemeindeverband Communauté de communes Rahin et Chérimont. Die Einwohner werden Echavannais und Echavannaises genannt.

## Geographie
Échavanne liegt auf einer Höhe von 364 m über dem Meeresspiegel, etwa elf Kilometer westlich der Stadt Belfort (Luftlinie). Das Dorf erstreckt sich im südlichen Vorland der Vogesen, in einem Talbecken der Lizaine, am Ruisseau des Noriandes und am Ostrand des Chérimont.
Die Fläche des 3,21 km² großen Gemeindegebiets umfasst einen Abschnitt im südlichen Vogesenvorland. Der Hauptteil des Gebietes wird von einer breiten Talmulde eingenommen, die durchschnittlich auf 360 m liegt. Sie wird von Norden nach Süden von der Lizaine durchflossen, welche die östliche Gemeindegrenze bildet und für die Entwässerung zum Allan sorgt. Die nördliche Grenze markiert ihr rechter Zufluss Ruisseau des Noriandes. In Mulden- und Tallagen befinden sich verschiedene Weiher, die einst für die Fischzucht angelegt wurden. Nach Westen erstreckt sich das Gemeindeareal zu den bewaldeten Ausläufern des Chérimont, auf denen mit 444 m die höchste Erhebung von Échavanne erreicht wird. Diese Erhebungen gehören zum Hügelland, das die südwestliche Fortsetzung der Vogesen bildet und in der Umgebung von Échavanne teils aus Buntsandstein, teils aus permischen Schichten aufgebaut ist.
Nachbargemeinden von Échavanne sind Champagney im Norden, Frahier-et-Chatebier im Osten sowie Chenebier im Süden und Westen.

## Geschichte
Das Gemeindegebiet von Échavanne war bereits in gallorömischer Zeit besiedelt, wovon die 1835 entdeckten Überreste einer Villa zeugen. Erstmals urkundlich erwähnt wird der Ort unter dem latinisierten Namen Cavennacum. Im Mittelalter gehörte Échavanne den Grafen von Montbéliard, die den Ort 1346 der Herrschaft Héricourt unterstellten. Beim Einfall der Guisen (1587) und während des Dreißigjährigen Krieges (1636) wurde Échevanne geplündert und gebrandschatzt. Im Jahr 1748 gelangte das Dorf vertraglich endgültig an die französische Krone. Seit 2003 ist Échavanne Mitglied des neun Ortschaften umfassenden Gemeindeverbandes Communauté de communes de Rahin et Chérimont. Échavanne besitzt keine eigene Kirche; es gehört der katholischen Pfarrei Frahier und der reformierten Pfarrei Chenebier an.

## Bevölkerung
| Jahr                       | 1962 | 1968 | 1975 | 1982 | 1990 | 1999 | 2017 |
| Einwohner                  | 116  | 124  | 125  | 181  | 205  | 200  | 205  |
| Quellen: Cassini und INSEE |      |      |      |      |      |      |      |

Mit 200 Einwohnern (1. Januar 2022) gehört Échavanne zu den kleinen Gemeinden des Département Haute-Saône. Nachdem die Einwohnerzahl in der ersten Hälfte des 20. Jahrhunderts abgenommen hatte (1886 wurden noch 184 Personen gezählt), wurde seit Mitte der 1970er Jahre wieder ein deutliches Bevölkerungswachstum verzeichnet.

## Wirtschaft und Infrastruktur
Échavanne war bis weit ins 20. Jahrhundert hinein ein vorwiegend durch die Landwirtschaft (Ackerbau, Obstbau und Viehzucht), die Fischzucht und die Forstwirtschaft geprägtes Dorf. Daneben gibt es heute verschiedene Betriebe des lokalen Kleingewerbes. Mittlerweile hat sich das Dorf auch zu einer Wohngemeinde gewandelt. Viele Erwerbstätige sind deshalb Wegpendler, die in den größeren Ortschaften der Umgebung und im Agglomerationsraum Belfort-Montbéliard ihrer Arbeit nachgehen.
Die Ortschaft ist verkehrstechnisch gut erschlossen. Sie liegt nahe der Hauptstraße N19, die von Belfort nach Lure führt. Der nächste Anschluss an die Autobahn A36 befindet sich in einer Entfernung von ungefähr 14 Kilometern. Weitere Straßenverbindungen bestehen mit Chagey und Chenebier.